# Jakob Roggeveen
Jacob Roggeveen (Midelburgo, 1 de fevereiro de 1659 — Midelburgo, 31 de janeiro de 1729) foi um explorador neerlandês.

## Vida
Era filho de Maria Storm e de Arent Roggeveen, um matemático, com vastos conhecimentos nos campos da astronomia e da geografia, assim como da navegação.
Em 12 de agosto de 1690, obteve o doutorado em Direito pela Universidade de Harderwijk, e entre 1707 e 1714, trabalhou como Conselheiro Jurídico da Batávia. Ao serviço da Companhia Neerlandesa das Índias Ocidentais, partiu em 1 de agosto de 1721 à procura da mítica Terra Australis.

## Explorações

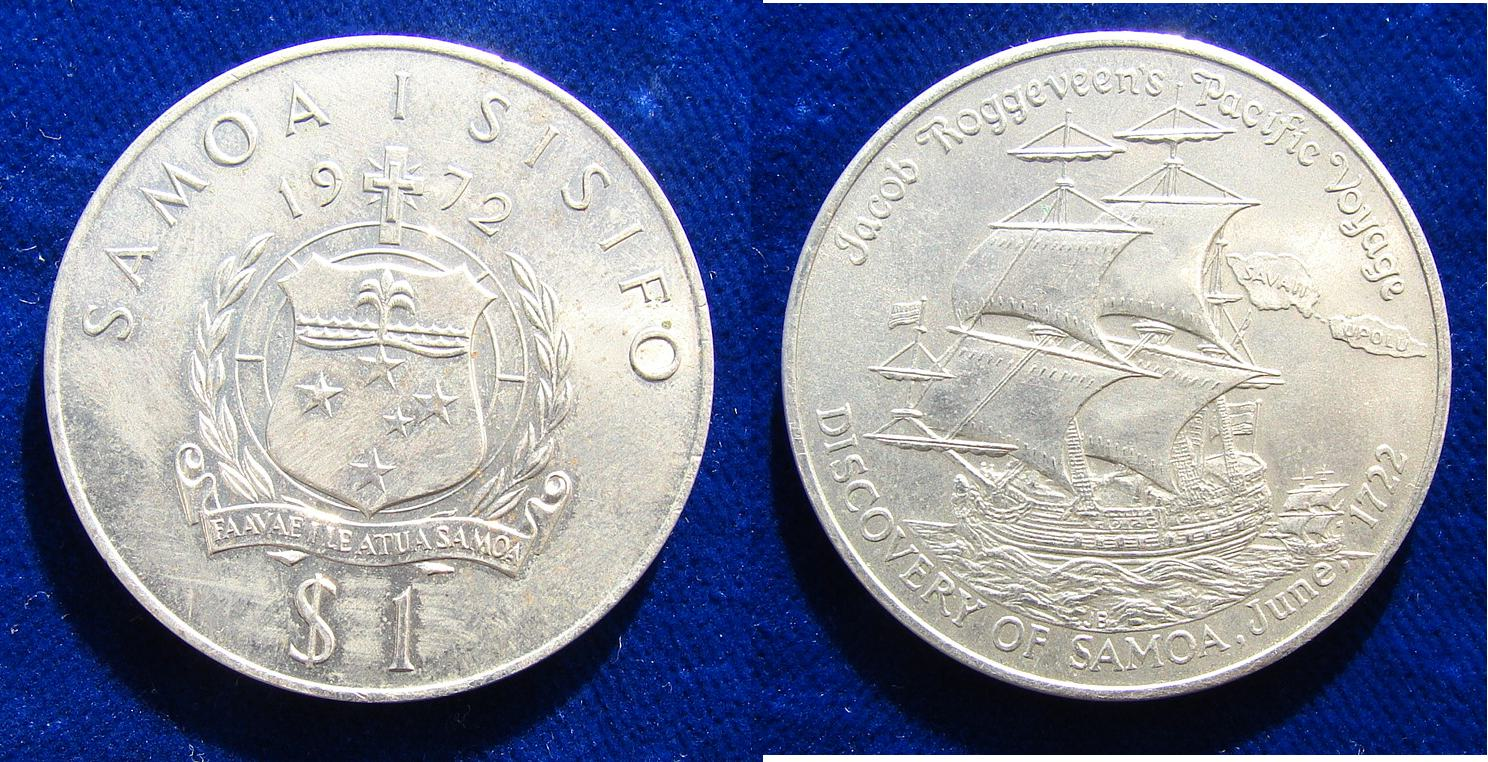
Moeda comemorativa de Samoa 250 anos da descoberta de Samoa pelo capitão holandês Jacob Roggeveen

Em 1º de agosto de 1721, ele liderou uma expedição patrocinada pela Companhia Holandesa das Índias Ocidentais, rivais da VOC, para buscar a Terra Australis e abrir uma rota comercial ocidental para as "ilhas das Especiarias". Sua frota consistia em três navios, o Arend, o Thienhoven e o Afrikaansche Galey e tinha 223 homens na tripulação.

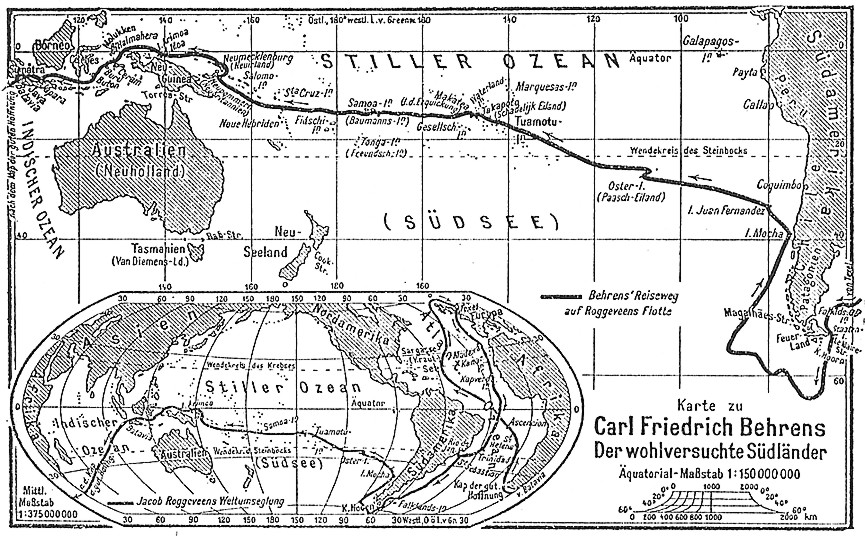
Roteiro de Roggeveen

Roggeveen primeiro navegou até as Ilhas Falkland (que ele renomeou como "Belgia Australis"), passou pelo Estreito de Le Maire e continuou para o sul além de 60 graus ao sul para entrar no Oceano Pacífico. Ele atingiu a costa perto de Valdivia, Chile. Ele visitou as Ilhas Juan Fernández, onde passou de 24 de fevereiro a 17 de março. A expedição mais tarde chegou à Ilha de Páscoa (Rapa Nui) no domingo de Páscoa, 5 de abril de 1722  (quando ele relatou ter visto 2 000–3 000 habitantes). Roggeveen mapeou a localização de seis ilhas no arquipélago de Tuamotu, duas ilhas no Society Islands, e quatro ilhas em Samoa, perdendo sua nau capitânia, Afrikaansche Galey no atol de Takapoto. Em Makatea, ele abriu fogo em uma praia lotada em retaliação por um encontro violento com os habitantes e, em troca, os Makateans emboscaram um grupo em terra, matando dez de seus tripulantes. Os dois navios restantes passaram pela Nova Guiné para chegar à Batávia em 1722, onde ele foi preso por violar o monopólio da VOC e teve seus navios confiscados. Após um longo processo na Holanda, o VOC foi posteriormente forçado a compensá-lo por suas perdas e pagar sua tripulação.
Após seu retorno, Roggeveen publicou a parte 4 de sua obra, De val van's werelds afgod.